# Katedra św. Jerzego w Timișoarze
Katedra św. Jerzego w Timișoarze (rum. Catedrala Sfântul Gheorghe din Timișoara, węg. Temesvári székesegyház) – główna świątynia rzymskokatolickiej diecezji Timișoara w Rumunii. Mieści się przy placu Piața Unirii, w centrum Timișoary.
Została wybudowana w latach 1736–1774 w stylu barokowym według projektu architekta Josepha Emanuela Fischera von Erlacha z Wiednia. Świątynia posiada obrazy namalowane przez austriackich malarzy Michelangelo Unterbergera i Johanna Nepomuka Schöpfa. Lampy oliwne zostały wykonane przez Josefa Mosera. Organy są dziełem Carla Leopolda Wegensteina. Dzwony katedry zostały odnowione w Niemczech w 1998.

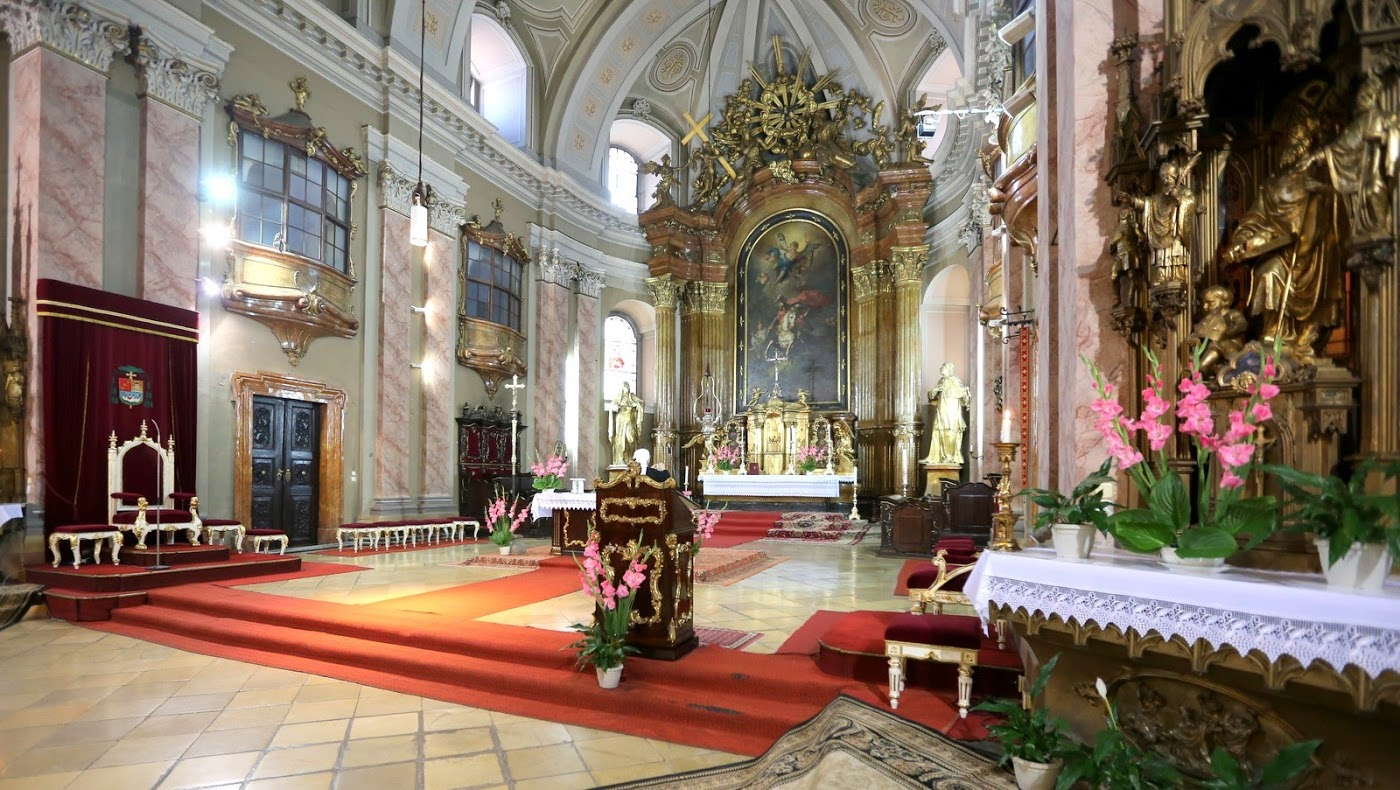
Wnętrze katedry